# Тема (шахматы)
Те́ма (англ. theme) в шахматной композиции — сюжет, замысел, заложенный автором в задачу (этюд) и являющийся основой для его разработки (например, тема мата, пата, позиционной ничьи и так далее). В одном произведении могут сочетаться несколько различных тем.
Название темы обычно присваивается по фамилии её первооткрывателя. Например, перекрытие Гримшоу, перекрытие Новотного, перекрытие Плахутты, тема Загоруйко. Однако встречаются случаи, когда при разработке какой-нибудь темы, известной по фамилии одного шахматного композитора, выясняется, что трактующая эту тему задача (этюд) ранее публиковалась в печати (иногда много лет назад), но оставалась неизвестной. В современной практике принято сохранять название темы по фамилии автора, который впервые дал ей чёткое определение, показал пути её дальнейшей разработки и способствовал её распространению.
Нередки случаи присваивания теме имени по названию города, реки, местности, страны и других географических объектов, например, бристольская тема, индийская, римская. Часто тема имеет название, ярко отражающее её суть, например темы звёздочки, вилки.